# Ruchomperk
Ruchomperk (deutsch Rauchenberg) ist eine abgegangene Höhenburg auf dem Velký Kouřim im Okres Klatovy, Tschechien.

## Geographie
Die Burg Ruchomperk befand sich anderthalb Kilometer nordwestlich des Dorfes Černíkov auf dem Gipfel des Velký Kouřim (Welky Kaurzim, 641 m.n.m.) in der Chudenická vrchovina (Chudenitzer Bergland).

## Geschichte
Über die Burg Ruchomperk, ihre Besitzer und ihren Untergang ist kaum etwas bekannt. Die einzige schriftliche Erwähnung erfolgte 1404 im Zusammenhang mit Marusch Czernik von Rauchenberg.
Die Burg entstand wahrscheinlich am Übergang vom 12. zum 13. Jahrhundert und fiel bereits ein halbes Jahrhundert später wüst. Bis zum Ende des 20. Jahrhunderts wurde anhand des von der zweiten Hälfte des 14. bis zum Beginn des 15. Jahrhunderts verwendeten Adelsprädikats Czernin von Rauchenberg angenommen, dass die Burg bis ins 15. Jahrhundert bestanden hat und der 1404 erwähnte Marusch Czernik von Rauchenberg (Maruš Černík z Ruchomperka) der letzte Burgherr war, nach dessen Tod die Burg erloschen und der Herrschaft Puschberg zugefallen ist. Neuere Forschungen gehen davon aus, dass die Czernin von Rauchenberg in keiner Beziehung mehr zu dieser Burg standen.
Die Burg Rauchenberg wurde zu Zeiten König Ottokars I. Přemysl entweder als Unterstützungspunkt der Landesbefestigung des Königreiches Böhmen oder als Sitz des königlichen Höflings Černín von Drslavice erbaut. Die Lage der Burg inmitten eines unbesiedelten Waldgebietes deutet auf eine Landesbefestigungsanlage hin, die möglicherweise durch Černín von Drslavice im königlichen Auftrag angelegt und verwaltet wurde. Da der Untergang der Burg in der Zeit des Landesverweises der Ritter Czernin von Drslawitz erfolgte, ist nicht auszuschließen, dass diese sich zuvor der Burg bemächtigt haben könnten.
Beim Heimfall der Herrschaft Puschberg aus dem Besitz des Ernst von Hirschstein (Arnošt z Herštejna) an die Krone Böhmen im Jahre 1457 wurden lediglich die Wälder und der Berg Kuřím, nicht aber die Burg erwähnt. Beim Verkauf einer Hälfte der Herrschaft Puschberg durch Johann Zajíc von Hasenburg an Jiřík von Říčany wurde 1462 der Wald Kouřim mit der wüsten Burg Ruchomperk aufgeführt.
In einer Beschreibung aus dem Jahre 1830 sind noch Reste von Burgmauern und ein Brunnen erwähnt. Nach örtlichen Legenden soll ein unterirdischer Gang zur Burg Pušperk geführt haben.
Der Archivar und Heimatforscher František Teplý setzte in seinem 1927 erschienenen Werk Kniha o Švihově a okolí irrtümlich die Feste Čirnperk mit der Burg Ruchomperk gleich.
Die 1989 vorgenommenen Grabungen ergaben, dass die Burg am Übergang vom 12. zum 13. Jahrhundert angelegt wurde und lediglich über etwa 50 Jahre bewohnt war.

## Beschreibung
Die Burg war wahrscheinlich ein größtenteils aus Holz erbauter Übergangstypus zwischen frühmittelalterlicher Burgstätte und mittelalterlicher Burg. Sie entstand als zweiteilige Anlage mit ovalem Grundriss, wobei sich nicht mehr feststellen lässt, welcher der beiden Teile die Hauptburg bildete. Vermutlich bildete der größere obere Teil die Hauptburg und der kleinere untere Teil die Vorburg. Erhalten sind lediglich Gräben und Wälle.